# 샘 J. 존스
샘 J. 존스(영어: Sam J. Jones, 1954년 8월 12일 ~ )는 미합중국의 배우이다.

## 출연 작품
- 19곰 테드 (2012)
- 리뱀프드 (2007)
- 드래곤 파이어 (2003)
- 데드 섹시 (2001)
- 갱랜드 (2000)
- 트레인 테러 (1998)
- 티앤티 (1998)
- 어스 마이너스 제로 (1996)
- 텍사스 페이백 (1996)
- 바자 런 (1996)
- 아메리칸 타이거 (1996)
- 배반의 음모 (1996)
- 피스트 오브 저스티스 (1995)
- 사각의 이탈자 (1995)
- 킬링 나이트 (1995)
- 라스베가스 캅 (1994)
- 피스트 오브 오너 (1993)
- 다빈치 워 (1993)
- 엑스퍼트 웨폰 (1993)
- 레이디 드래곤 2 (1993)
- 밤의 추적자 (1993)
- 시티 레인져 (1993)
- 맥시멈 포스 (1992)
- 나이트 리듬 (1992)
- 레니게이드 (1992)
- 황금의 묵시록 (1991)
- 지옥의 테러 (1989)
- FBI (1989)
- SOS 해상 구조대 (1989)
- 스프릿 (1987)
- 하이웨이맨 (1987)
- 하이웨이맨 - 시리즈 (1987)
- 나의 사랑 쇼우퍼 (1986)
- 무인지대 (1984)
- 제국의 종말 (1980)
- 필사의 스턴트 작전 (1980)
- 텐 (1979)